# Rankelören
Rankelören är en ö i Finland. Den ligger i Norra kvarken och i kommunen Malax i landskapet Österbotten, i den västra delen av landet. Ön ligger omkring 25 kilometer sydväst om Vasa och omkring 360 kilometer nordväst om Helsingfors.
Öns area är 25,3 hektar och dess största längd är 0,8 kilometer i nord-sydlig riktning. I omgivningarna runt Rankelören växer i huvudsak blandskog.